# Crocidium
Crocidium là một chi thực vật nằm trong họ Cúc (Asteraceae). Crocidium là cây bản xứ miền tây Bắc Mỹ: British Columbia Washington, Idaho, Oregon, California.
Crocidium spp. sống ở nhiều môi trường, từ đồng cỏ đến rừng cây. Đây là những loài cây nhỏ, sống một năm, cao không trên 30 cm (12 inch). Nó mọc thành bụi nhỏ, lá mọc là là mặt đất, cụm hoa nằm trên chóp một nhánh cây mảnh dài. Cụm hoa gồm 5-13 hoa tia ("cánh hoa") màu vàng cam. Ở tâm cụm hoa là những bông hoa đĩa bé tí, màu vàng tươi. Quả bế màu nâu, dài chỉ 1–2 mm, trở nên nhờn dính khi gặp nước.
Loài 
- Crocidium multicaule Hook. - British Columbia, Washington, Idaho, Oregon, California
- Crocidium pugetense H.St.John - British Columbia, Washington